# Mansoor Hosseini
Mansoor Hosseini, född 26 december 1967, är en svensk tonsättare.
Mansoor Hosseini har studerat komposition för Phillipe Capdenat och Yoshihisa Taïra i Paris, teori och datormusik för Peter Swinnen på musikkonservatoriet i Bryssel samt komposition för Carl-Axel Hall på musikhögskolan i Göteborg. Därefter läste han filmmusik på Göteborgs universitet och filmmanus på Göteborgs Filmhögskola, nuvarande Akademin Valand. Efter studier för George Aperghis började han ägna sig åt mer teatral musik i Mauricio Kagels anda. 
2003 grundade Hosseini Gothenburg Music & Dance Company (GMDC) som 2007 förvandlades till Ensemble Themus i Göteborg med avsikt att sprida konceptet teatral musik. Hans arbete inom teatralisk musik är inspirerad av modern dans, teater och kampsport.
Som slagverksmusiker är Hosseini fascinerad av improvisation. Ibland använder han improvisationssystemet i sina kompositioner på så sätt att musikern får improvisera under vissa delar, en kontrollerad och noterad improvisation. Han föreläser även i ämnen som musiknotation, komposition, kommunikation mellan musiker/tonsättare och mellan musiker/musiknotation.

## Verk i urval

### Orkesterverk
- 2014 – Bright Blue Bird, In a Grey Red Sky - violin & orkester
- 2014 – Waves Above - blockflöjt concerto

### Kammarmusik
- 2024 – Borderline - flöjt, klarinett, stråkkvartett & slagverk
- 2024 – Silent Cage - flöjt, klarinett, fagott, stråkkvartett & piano
- 2023 – Biome II - SSAA kör & slagverk
- 2023 – Seconds - 2 violiner
- 2022 – Dream Of An Evil Child  - trumpet & dragspel
- 2022 – Biome I - SSAA kör
- 2021 – Puppets - blockflöjt & piano
- 2021 – Voices Today - sopran, mezzosopran, tenorsaxofon & slagverk (även spelar klassisk gitarr)
- 2019 – Run, Run - violin, klarinett, piano & slagverk
- 2018 – Inferno - flöjt, klarinett, stråktrio & dirigent
- 2018 – Pharmacy Suite - flöjt, klarinett, stråktrio & dirigent
- 2018 – Recycle - cello & slagverk
- 2016 – Far Side Of The River - kvinnlig röst, tenorsaxofon & piano
- 2016 – Probably Definitely Maybe - 6 slagverkare
- 2015 – Trance Dance Ritual - Solo oboe, stråktrio & slagverk
- 2015 – Spin Me - 2-12 slagverkare
- 2015 – Electric Cassandra - flöjt, mezzosopran & el-gitarr
- 2015 – Stamina Of Rage - mezzosopran, recitalist, tenorsaxofon & piano
- 2015 – Book Police - mezzosopran & slagverk
- 2015 – Pluck - gitarr & cello
- 2015 – Theory Of Nonsense - två tenorsaxofoner
- 2014 – Le Dieu des Toits - mezzosopran, altsaxofon & piano
- 2013 – Three Words - mezzosopran & gitarr
- 2013 – Taïraphone - altsaxofon & slagverk
- 2013 – Psychological Song - mezzosopran & cello
- 2012 – Mountain Top - 3 träblås & piano
- 2012 – Rubaiyat - mezzosopran & piano
- 2011 – 3 tangos - stråkkvartett
- 2011 – Esfand II - stråkkvartett
- 2011 – Labyrinth of Moods - blockflöjt, mezzosopran & slagverk
- 2011 – Baba Karam - blockflöjt (eller trädblås) & ramtrumma (eller liknande)
- 2010 – Coffee Time - slagverkstrio
- 2008 – Four For Four - 4 celli
- 2008 – Working Time - slagverkstrio
- 2007 – GuiTaïra - 2 gitarrer
- 2006 – Sonata for a Prisoner - violin
- 2006 – Swedish Raga - klarinett, cello & ramtrumma
- 2006 – Barock ’n’ Roll - 8 instrument & dirigent
- 2002 – Taïraga - 13 instrument
- 2001 – Esfand I - stråkkvartett, didjeridoo & slagverk
- 2000 – Bones (fourth piece) - viola, piano, mezzosopran & synthesizer
- 1999 – Avâz - flöjt, klarinett & trumpet
- 1999 – Rapharaga - cello & ramtrumma (eller liknande)
- 1998 – Bones (second piece) - cello & piano
- 1998 – Bandarama - tre gitarrer
- 1994 – Confrontation - 2 slagverkare

### Solo
- 2015 – Casss-sandra - altflöjt & föremål
- 2014 – Viola Walk - altfiol
- 2013 – Cold, Dry Wind - piano
- 2012 – Zapp Music - gitarr
- 2012 – Zapp Music - vibrafon
- 2011 – Mr & Mrs Saxophone - tenorsaxofon
- 2011 – Heavy Metal - violin
- 2009 – Cage In a Room - pratande röst & föremål
- 2008 – Taïrama - marimba
- 2007 – Le Sonnet - orgel
- 2006 – Sonata for a Prisoner - violin
- 2002 – Variation 25 - gitarr
- 2002 – Marimberg - marimba
- 2000 – UFO, Unidentified Screaming Object - orgel
- 1998 – Solo - cello
- 1996 – Solo - klarinett